# Heidi Anderson
Heidi Anderson (Allentown, 7 de março de 1962) é uma ex-ginasta estadunidense, que competiu em provas de ginástica artística.
Anderson fez parte da equipe estadunidense que disputou os Jogos Pan-americanos de San Juan, em Porto Rico. Neles, foi membro da seleção que, pela primeira vez na história dos Pans, não subiu ao pódio. Individualmente, conquistou a medalha de prata nos exercícios de solo, superada pela compatriota Jeanine Creek. Aposentada, graduou-se em administração pela Univerdade do Oregon e casou-se com Milan Stanovich, com quem teve dois filhos e de quem é assistente na Universidade da Flórida